# Ophthalmolepis lineolata
Ophthalmolepis lineolata (Valenciennes, 1839), unica specie del genere Ophthalmolepis, è un pesce di acqua salata appartenente alla famiglia Labridae.

## Habitat e Distribuzione
Proviene dalle barriere coralline dell'oceano Indiano, ed è diffusa quasi esclusivamente nelle acque davanti alla costa sud dell'Australia. Gli esemplari giovani vivono anche negli estuari dei fiumi, mentre in mare possono essere trovati anche a 60 m di profondità.

## Descrizione

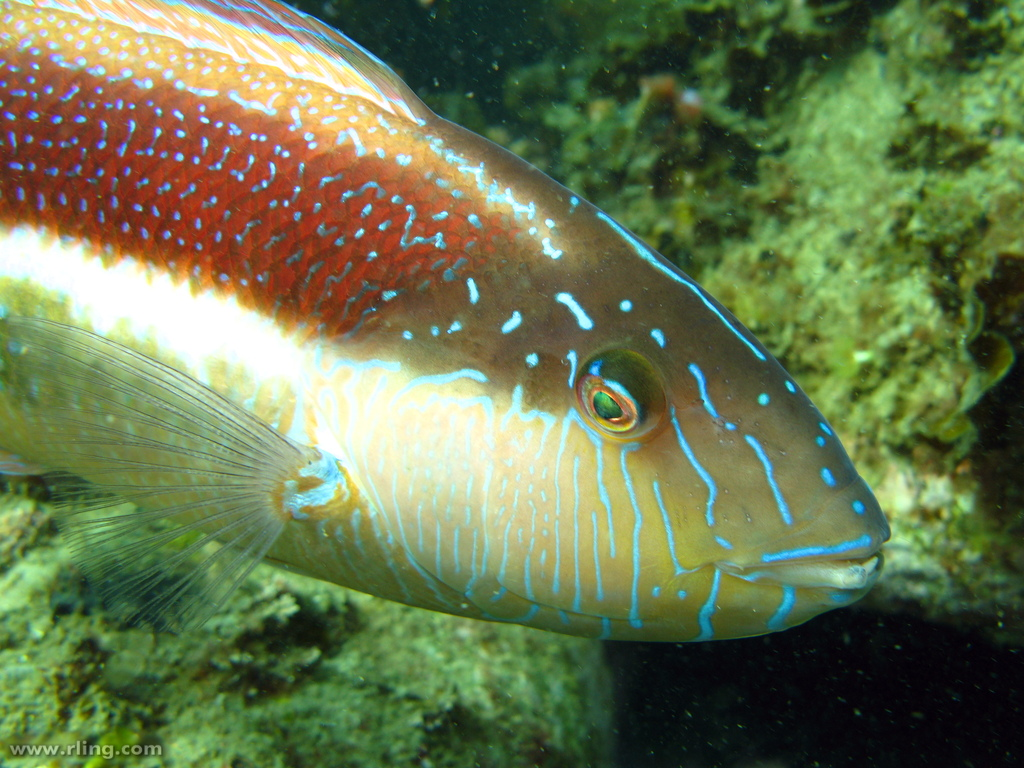
Testa di Ophthalmolepis lineolata

Presenta un corpo compresso lateralmente, allungato e non particolarmente alto, con la testa non particolarmente appuntita. La pinna dorsale e la pinna anale sono basse e lunghe, mentre la pinna caudale non è biforcuta. È una specie di dimensioni relativamente grandi, infatti può anche raggiungere i 40 cm.
La livrea non è molto appariscente, infatti è il colore prevalente è il marrone. Il ventre è chiaro, giallastro, ma sopra, al centro del corpo, c'è una striscia orizzontale bianca che parte dalla testa attraversando l'occhio e termina sul peduncolo caudale. Il dorso è marrone più scuro, ma alla base della pinna dorsale può essere presente una fascia più chiara. 
Le pinne sono giallastre anche se, come sul corpo, possono apparire dei puntini azzurri. Sulla testa questi ultimi sono assenti, ma ci sono delle striature iridescenti dello stesso colore, assenti negli esemplari più giovani, come alla base delle pinne pettorali. Gli esemplari nell'est dell'Australia sono più longevi, possono vivere anche 13 anni, mentre il resto della popolazione solitamente non supera i 7.

## Biologia

### Comportamento
Gli esemplari più giovani tendono ad essere più solitari degli adulti, che invece spesso si raccolgono in banchi anche piuttosto grandi.

### Alimentazione
Ha una dieta prevalentemente carnivora, composta soprattutto da invertebrati marini come molluschi bivalvi, chitoni e gasteropodi (Austroginella), echinodermi e policheti.

### Riproduzione
È oviparo ed ermafrodita; la fecondazione è esterna. La maturità sessuale viene raggiunta intorno al secondo anno di vita, mentre il cambiamento di sesso avviene quando il pesce ha una lunghezza di circa 30 cm. Nella zona est dell'Australia la deposizione avviene tra gennaio e marzo, a ovest tra settembre e febbraio.

## Conservazione
Questa specie è classificata come "a rischio minimo" dalla lista rossa IUCN perché è abbastanza comune nonostante venga pescata abbastanza frequentemente durante la pesca sportiva e la pesca dei granchi. Raramente si può trovare in commercio.